# بنك إم دي إم
بنك أم دي أم الروسي (بالروسية: Московский Деловой Мир (МДМ) Банк)، (بالإنجليزية: MDM Bank)‏ وهذا يعني حرفيا «بنك موسكو التجاري الدولي» هو بنك تجاري مساهمة الروسي، واحد من أكبر البنوك الخاصة في روسيا مقره في نوفوسيبيرسك. اعتبارا من أغسطس عام 2009، دخل البنك في اندماج مع بنك URSA مقره نوفوسيبيرسك. سيقوم البنك الجديد يعمل تحت اسم العلامة التجارية بنك MDM باعتبارها شركة مساهمة مفتوحة مشتركة، ولكن كان الاندماج في الواقع بمثابة اكتساب MDM بواسطة URSA. سيتم مقر الشركة الجديدة في نوفوسيبيرسك. وأعلن عن الاندماج في ديسمبر 2008؛. [1] MDM وURSA قدر أن البنك الجديد MDM أن يكون رأس المال بقيمة 2.5 مليار $، ومجموع الأصول من 18.7 مليار $، على الرغم من ممارسة انتهت الأرقام حتى كانت أقل إلى حد ما [2]
‌